# دلتا صلیب
دلتا صلیب یک ستاره است که در صورت فلکی چلیپا قرار دارد.